# Did You Know That There’s a Tunnel Under Ocean Blvd
Did You Know That There’s a Tunnel Under Ocean Blvd (с англ. — «Ты знал, что под бульваром Оушен есть туннель?») — девятый студийный альбом американской певицы и автора песен Ланы Дель Рей, изданный 24 марта 2023 года на лейблах Interscope и Polydor. Дель Рей начала писать материал для диска ещё до выпуска Blue Banisters осенью 2021 года. Вместе с её тогдашним партнёром Майком Хермосой они сочинили несколько песен «забавы ради», после чего к работе над альбомом присоединились Джек Антонофф, Дрю Эриксон и Зак Дауэс, главные продюсеры её последних пластинок. В процессе сочинения песен Лана часто применяла технику «медитативного спонтанного пения», благодаря чему песни получились многословными и «разговорными». Запись проходила в основном в Лос-Анджелесе и завершилась осенью 2022 года. Название альбома отсылает к туннелю Джергинса в Лонг-Бич, Калифорния. Песни диска выдержаны в таких стилях, как инди-поп, фолк и оркестровый поп, и заимствуют элементы трэпа, госпела и рэпа. В записи широко использовались пианино, струнные и ударные.
Ocean Blvd исследует темы, которые в прошлых работах Лана почти не затрагивала: семья, материнство, наследие, вера, смерть, одиночество, горе, надежда и другие. Певица ставит открытые вопросы без надежды когда-нибудь найти ответы и анализирует свой внутренний мир и прошлое. Альбом получил положительные отзывы от критиков, которые высоко оценили писательский стиль Ланы, в том числе уязвимость и эмоциональность её лирической героини, но раскритиковали треки-филлеры. Некоторые рецензенты назвали Ocean Blvd лучшей работой Дель Рей наряду с Norman Fucking Rockwell!. Пластинка принесла Дель Рей пять номинаций на «Грэмми», в том числе в главных категориях — «Альбом года» и «Песня года» (за «A&W»), а также в жанровых: «Лучший альтернативный альбом», «Лучшее альтернативное исполнение» (за «A&W») и «Лучшее поп-исполнение дуэтом или группой» (за «Candy Necklace»).
Альбом добился коммерческого успеха и возглавил чарты восьми стран, в том числе Великобритании, Австралии и Шотландии. В американском Billboard 200 он дебютировал на третьей строчке с самыми высокими за последние восемь лет продажами в карьере Дель Рей. На момент выхода альбома тираж грампластинок Ocean Blvd в Соединённых Штатах и Великобритании оказался самым большим в 2023 году. В поддержку пластинки было выпущено четыре сингла: заглавный трек, «A&W», «The Grants» и «Candy Necklace». Все они получили восторженные отзывы от критиков, но в коммерческом плане не преуспели. В рамках промокампании певица дала несколько печатных интервью, а летом выступила на ряде фестивалей в Северной и Южной Америке, а также в Европе, после чего отыграла небольшой тур в США. В конце 2023 года Ocean Blvd был назван лучшим альбомом года изданиями The Sunday Times, Time Out, Dazed и Slant, а «A&W» — песней года по версии Pitchfork, NME и The Guardian.

## Предыстория и запись

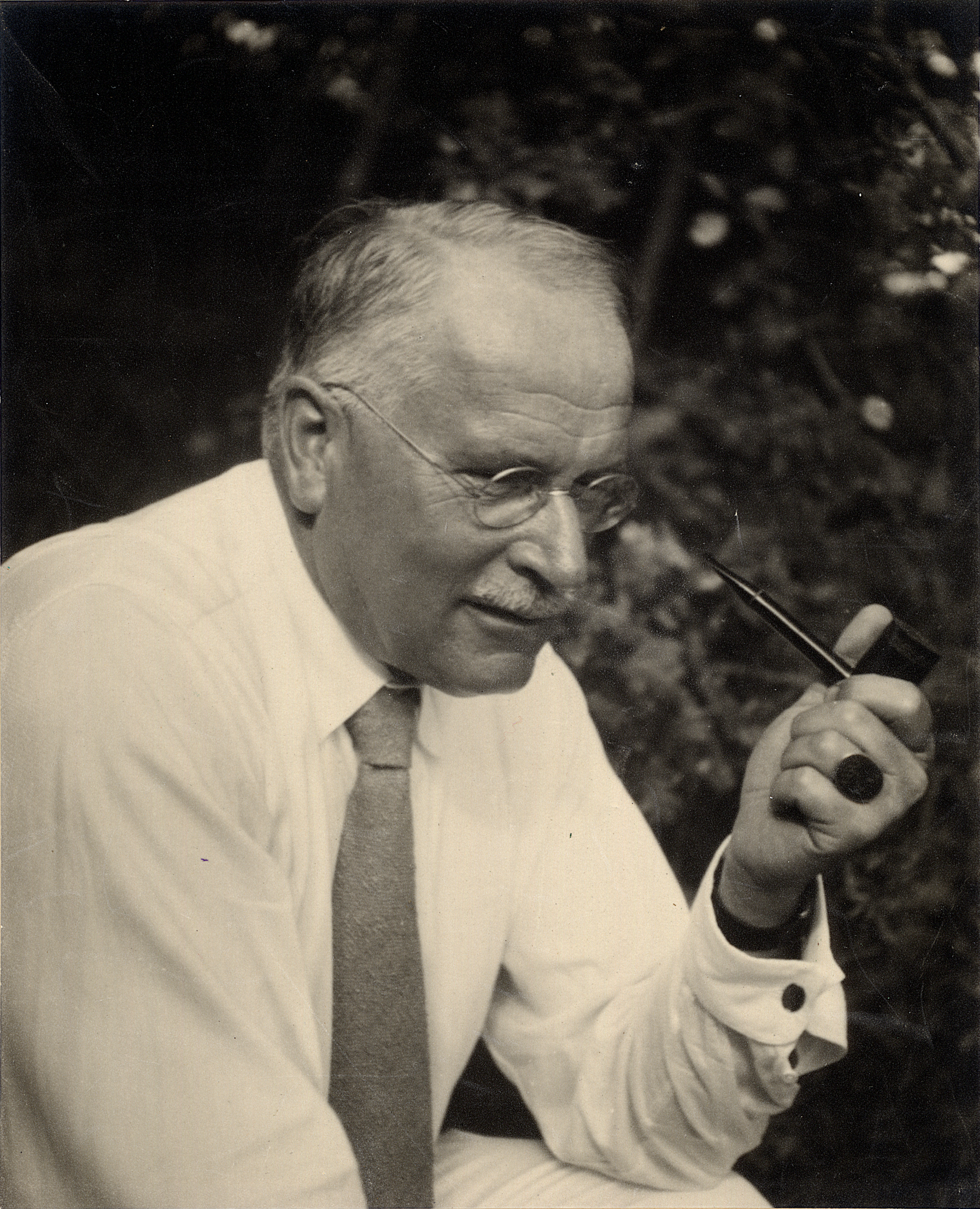
Чтобы писать песни, Дель Рей пыталась установить контакт со своим бессознательным с помощью техники спонтанного пения. На фотографии: Карл Густав Юнг, который изучал различные уровни психики, в том числе бессознательное

Дель Рей начала писать материал для альбома ещё до выпуска Blue Banisters в октябре 2021 года. Её тогдашний партнёр, оператор-постановщик Майк Хермоса, не был профессиональным музыкантом, но по воскресеньям они встречались у Ланы, и он, «лениво и забавы ради», играл на гитаре. Первой написанной ими песней был заглавный трек с альбома. Через пять месяцев Дель Рей начала записывать альбом в студии, где работала с Дрю Эриксоном (сопродюсер Blue Banisters), Benji и Заком Дауэсом. Она сочиняла «простые мелодии под стать каждому мгновению», проведённому с музыкантами. Позднее у неё появилась идея разбавить звучание альбома чем-то «духовным» (англ. spiritual), поэтому для записи диска певица пригласила бэк-вокалисток Шекину Джонс, Мэлоди Перри и Патти Говард, которые ранее работали с Уитни Хьюстон. Все девять месяцев записи пластинки результат Лану устраивал, пока летом 2022 года в сеть не просочились некоторые песни, что её расстроило. Она решила взять паузу, но треки продолжали распространяться в сети, поэтому в августе Дель Рей вернулась к работе над альбомом.
Когда Дель Рей писала песни в одиночку, она применяла технику «медитативного спонтанного пения», используя которую, Дель Рей пела всё, что вздумается, и никак себя не ограничивала. Лана записывала голос на диктофон в телефоне и отправляла необработанные файлы Эриксону. Он, в свою очередь, добавлял к голосовым дорожкам эффект реверберации и партии инструментов, а также подбирал под каждый слог аккорды. Дель Рей — большая поклонница идей швейцарского психиатра Карла Густава Юнга, который основал такое направление в психологии, как аналитическая психология. Юнга интересовали различные виды бессознательного; он считал, что единственный путь «поговорить» с бессознательным лежит через сны или автоматическое письмо, по мнению певицы родственное её писательской технике. Не фильтровала себя Дель Рей и тогда, когда дело доходило до конкретных строчек в песнях, в том числе тех, что касаются её отношений с семьёй.
Певица описала тексты песен альбома как «очень многословные» и «разговорные», будто «это результат того, что я печатаю в своём сознании». Она наполнила их своими самыми сокровенными мыслями, переживаниями и надеждами. Примеры наиболее «многословных» песен — «Kintsugi» и «Fingertips». Кроме того, Лана отказалась от цветовой символики, которая играла большую роль в её прошлых работах, особенно в Honeymoon (2015). Общее настроение текстов она описала как «гневное». В интервью журналу W Дель Рей посетовала, что в моменты одиночества её муза стала реже посещать её. Раньше она сочиняла за рулём в машине — её любимом месте, — и так был написан Norman Fucking Rockwell! (2019). «Кажется, теперь мне нужно побыть с кем-то рядом, [чтобы написать песню]. Меня это немного расстраивает, потому что раньше я была полна идей [в одиночестве]. Теперь же должен быть кто-то, кто затащит меня в студию», — рассказывала Лана. К работе над диском певица пригласила Джека Антоноффа, продюсера NFR! и Chemtrails Over the Country Club (2021). Они записывались в лос-анджелесской студии Henson. На их сессиях Лана также пользовалась «голосовыми заметками» — подпевала им, пока Антонофф аккомпанировал на пианино. На запись альбома ушло около года. Певица подчёркивала, что работать над пластинкой в студии было «очень легко, мы [с музыкантами] просто кайфовали». Сочинение песен вылилось для Ланы во что-то вроде «сессий с психологом на калифорнийском пляже». Закончив Ocean Blvd, ей захотелось писать более простые по структуре и посылу песни: «Я достаточно покопалась в себе, [пока писала этот альбом]. Думаю, нет нужды проделывать то же самое [со следующей пластинкой]». В сентябре 2022 года Дель Рей написала последнюю песню для пластинки — «Margaret». Среди приглашённых исполнителей были Джон Батист, лауреат «Грэмми» в категории «Альбом года» (We Are, 2021), а также друг Ланы, Father John Misty, группа Антоноффа Bleachers, канадская рэперша Томми Джинезис, SYML, Riopy и пастор мегацеркви Churchome Джуда Смит.

## Название и обложка
Дель Рей придумала название альбома позднее мая 2022 года. Она объявила его 7 декабря того же года. В заглавном треке Лана поёт о туннеле с «потолками, выложенными мозаикой, с расписной плиткой на стенах», что побудило общественность найти прототип туннеля, который упоминается в названии. В Uproxx предположили, что речь идёт о туннеле на бульваре Оушен в Мертл-Бич, Южная Каролина, построенном в 1980-х. Сотрудники публичной библиотеки Лонг-Бич посчитали, что Дель Рей ссылается на туннель Джергинса (англ. Jergins Tunnel) в Лонг-Бич, Калифорния, который открыли в 1928 году и закрыли спустя почти 40 лет. В The Times его описывали как «давно забытый пешеходный туннель, оформленный в стиле ар-деко» со сводчатым потолком; когда-то через туннель можно было быстрее попасть от бизнес-центра Джергинс на пляж. Позднее Дель Рей подтвердила, что имела в виду туннель Джергинса. В заглавной песни туннель — это метафора глубокого одиночества певицы и её страха быть забытой. «Она будто видит себя в том туннеле, через который когда-то можно было попасть на пляж, а теперь он заброшен», — писали на Genius. В последнем куплете заглавной песни альбома Лана сравнивает себя с самим туннелем: «Не забывай меня, как забыли туннель под бульваром Оушен». В ноябре 2023 года мэр Лонг-Бич, Рекс Ричардсон, объявил, что к 2027 году на участке, где когда-то находилось здание Джергинса, будет построен отель сети Hard Rock Hotel, а в туннеле Джергинса откроют бар-спикизи с музыкой, «подходящей под атмосферу Лонг-Бич».
«Бо́льшая часть моей жизни — это сочинение песен за метафорическим рабочим столом, в одиночку».
Did You Know That There’s a Tunnel Under Ocean Blvd — альбом с самым длинным названием в дискографии Дель Рей. Ранее певица уже давала своим работам многословные заглавия, например, песне «hope is a dangerous thing for a woman like me to have — but i have it» (2019). Хотя название построено в форме вопроса, соответствующий знак в конце опущен, а слово «boulevard» (с англ. — «бульвар») сокращено до «blvd». Количество слов в заглавии вызвало шквал мемов в Twitter. Одним из вариантов названий альбома был Did You Know That There’s a Tunnel Under Ocean Blvd Pearl Watch Me on Ring a Bell Psycho Lifeguard, но Лана отвергла его — не столько из-за его бессмысленности, сколько из-за того, что она придумала его в состоянии паники под влиянием негативных эмоций.
На чёрно-белом изображении с обложки пластинки Дель Рей показана опирающейся на руку; в её волосы вплетена лента. В левом верхнем углу перечислены основные участники записи, а именно продюсеры, авторы песен, звукоинженеры и приглашённые исполнители — похожим образом была оформлена обложка альбома Midnights (2022) Тейлор Свифт, в записи которого Дель Рей поучаствовала. Фотографии для оформления пластинки были сделаны в июле 2022 года Нилом Крюгом, который сотрудничает с Дель Рей с 2014 года, после выхода Ultraviolence. Снимки крупным планом были сделаны в Лос-Анджелесе на плёнку, в «важных для нас местах, где время останавливается, и нас посещает муза». Для певицы и фотографа процесс оказался «вызовом, мы наплевали на осторожность и сняли всё с первой попытки». Изначально Лана хотела использовать для обложки фотографию в стиле ню, но это, по её мнению, сделало бы её слишком уязвимой и открытой с публикой, поэтому она предпочла, чтобы за неё «говорили песни, а не фотография». Всего Крюг сделал 65 снимков, из которых четыре выбрали для оформления альтернативных обложек. Креативным продюсером фотосессии выступил Тейлор Вандергрифт. Иллюстрации и графический дизайн для оформления упаковки физических носителей подготовила художница Каймен Казазиан.

## Музыка и тексты
Дель Рей осталась верна минималистичному акустическому поп-звучанию Blue Banisters, её прошлой пластинки, но разбавила его хип-хоп-, госпел-, фолк-, рэп-, блюз-, данс-поп- и оркестровыми поп-элементами. Пластинка не выдержана в каком-то конкретном стиле, поэтому критики охарактеризовали Ocean Blvd как коллаж из прошлых работ певицы. К тому же, это самый продолжительный альбом Ланы (77 минут, 43 секунды). С точки зрения звучания рецензент Clash поделил пластинку на две условные части: первая — это авторские кантри-песни, свойственные Chemtrails Over the Country Club и Blue Banisters, с оркестровыми инструментами («парящие» струнные, «приглушённое» пианино), Лана поёт «фирменным фальцетом, как в фильмах старого Голливуда»; вторая — экспериментальная электроника, по продакшну напоминающая Lust for Life (2017), с элементами трэпа и нехарактерными для творчества Дель Рей звуковыми эффектами, созданными с помощью драм-машин, и речитативом. В записи и обработке вокала широко использовались реверберация и овердаббинг.
Основным продюсером диска выступил Джек Антонофф, который работал над каждым альбомом Ланы начиная с NFR!. Хотя его часто критикуют за повторения в работах Лорд, St. Vincent и Карли Рэй Джепсен, в вопросе сотрудничества Дель Рей и Антоноффа критики в основном единодушны: его продюсерский стиль подчёркивает писательский талант певицы и создаёт соответствующее ему настроение для альбомов; в случае Ocean Blvd — это что-то между «тёплыми 70-ми и помпезными 80-ми». В то же время в The Guardian пластинку окрестили как «самую тихую» со времён Honeymoon (2015). Песни альбома отличаются продолжительностью, многие из них не имеют припева или хука, а мелодии описаны критиками как «сложные и извилистые». В Evening Standard отметили, что в Ocean Blvd аранжировки играют второстепенную роль по сравнению с текстами. В процессе создания альбома Дель Рей часто слушала музыку Гарри Нилсона, песни которого — «Don’t Forget Me» и «Coconut» — указывала в числе любимых.
Тексты песен Ocean Blvd посвящены таким темам, как семья, материнство, брак, наследие, идентичность, самооценка, душа, отношения с Богом, вера, смерть, память, одиночество, психологическая травма, горе, надежда, дружба, любовь, повседневность и эскапизм. Семья и наследие, как творческое, так и биологическое (продолжение рода) — это центральные темы пластинки, которым Лана почти не уделяла внимание в прошлых работах; в них она лишь намекала на то, что её беспокоило, но на Ocean Blvd Лана выражается яснее и более склонна к рефлексии. В прошлом она несколько раз упоминала о желании завести детей с подходящим партнёром и непростых отношениях с матерью, Патрисией Хилл Грант. Так, на Blue Banisters она «пересилив себя» коснулась проблемы взаимоотношений с родителями в песне «Wildflower Wildfire». Дель Рей подчёркивала, что с Ocean Blvd ей удалось проработать травмы, связанные с семьёй, и взглянуть на «те разные пути, по которым каждый [член её семьи] пошёл». Хотя говорить о близких для неё было так же неудобно, как и раньше, она чувствовала, что ей стало «легче на душе». В песнях Лана не только упоминает близких людей (отца Роберта Гранта, сестру Чак «Кэролайн» Грант, племянницу Феникс Грант, брата Чарли Гранта), но и отводит роль открывающего трека песне «The Grants» (с англ. — «Семейство Грант», имя Ланы при рождении — Элизабет Грант). Дель Рей также говорит о важности личной памяти (она упоминает несколько умерших членов её семьи: дядю Дэвида Гранта, бабушку и двоюродного дедушку), хотя в прошлом она затрагивала в песнях в основном тему культурной памяти — историю и символику Соединённых Штатов.

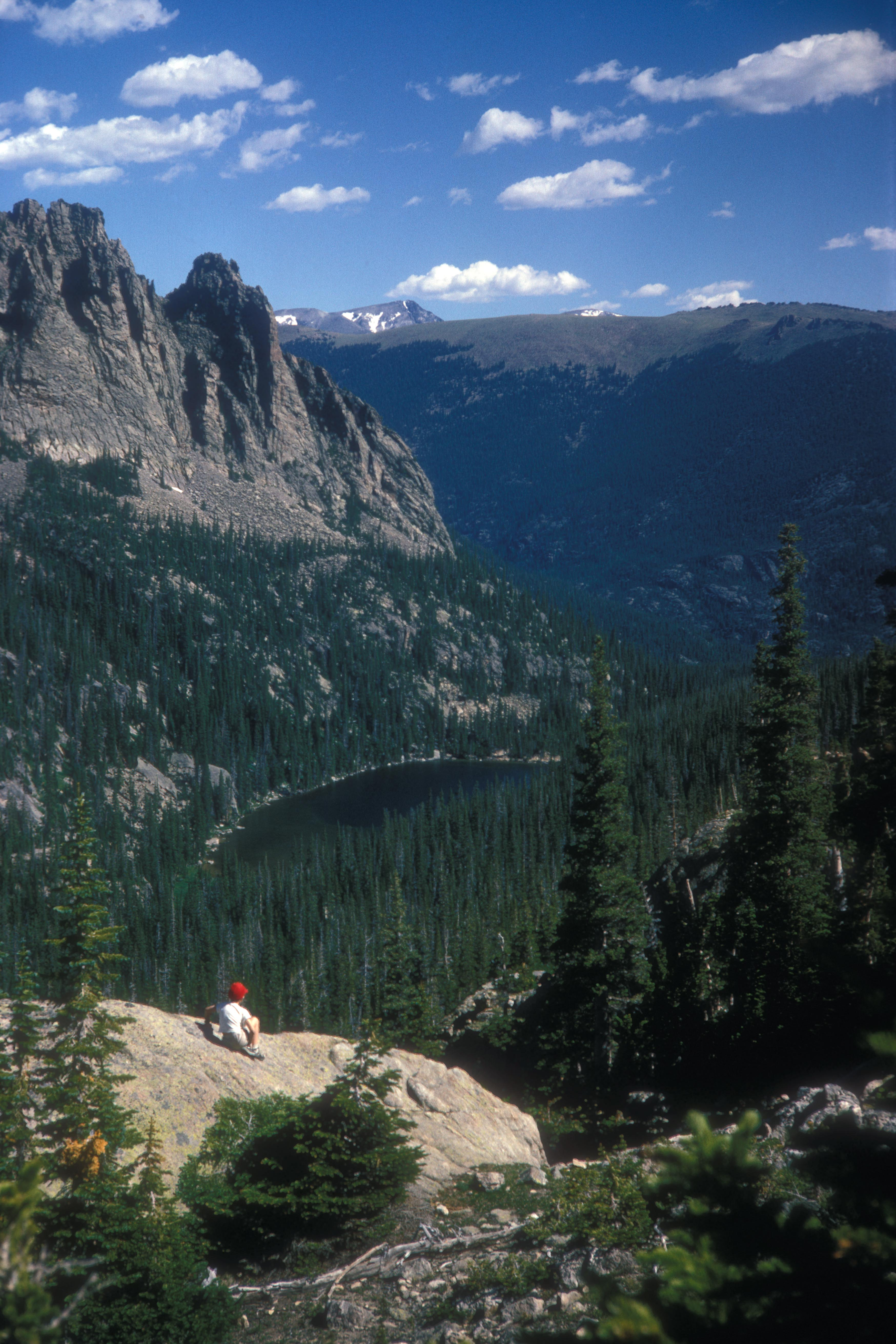
Национальный парк Роки-Маунтин в Колорадо, в котором дядя Ланы, Дэвид Грант, покончил с собой. О его смерти Лана упоминает в песнях «The Grants» и «Fingertips»

Её также интересовала тема смерти и бессмертия, поэтому она много читала о теломерах и «победе [науки] над смертью». В 2015 году Лана рассказала, что страдает танатофобией. Тема романтических отношений в альбоме почти не затрагивается; бо́льшая часть прошлых работ Ланы посвящена отношениям, но на Ocean Blvd, по сути, единственный объект анализа — это сама певица и её внутренний мир. Критики описывали тексты Ocean Blvd как одни из самых «эмоционально тяжёлых» в творчестве Ланы. Певица скорее ставит открытые вопросы, чем пытается найти какие-то ответы на них, и тем более отвергает простые решения. Её вопросы отличаются экзистенциальным характером, а мышление — склонностью к оптимизму. Так, в «Margaret», по мнению обозревателя NME, она даёт неформальный ответ на все серьёзный вопросы: «Когда ты знаешь, то знаешь. <…> А если не знаешь, то не сдавайся, ведь никогда не знаешь, что новый день принесёт». Писательский стиль Дель Рей сравнивали с «битниковским», поскольку певица часто обращается к приёму потока сознания. Она также совмещает остроту с «иногда поражающей искренностью».
Лирическая героиня альбома — это уязвимая, искренняя, зрелая женщина, которая задумывается не только о настоящем, но и о будущем, ей важно её наследие. В «Sweet» она описывает себя как «женщину другого типа»: «Если тебе нужна какая-то заурядная дура, ты найдёшь её в торговом центре». Героиня охвачена тревогой, «свойственной многим женщинам за 30»: «Хочет ли она того же, что мы [женщины], как нам диктует общество, должны хотеть?» В издании The Forty-Five иронизировали: «Видимо, даже один из лучших американских авторов песен не может заглушить тиканье биологических часов». В «Sweet» Лана предлагает партнёру обсудить «вещи, лежащие в основе всего»: «Ты хочешь детей? / Хочешь жениться на мне? / А хочешь пробежать марафоны у моря в Лонг-Бич?». Похожие вопросы она задаёт самой себе в «Fingertips», а именно, будут ли у неё дети и справится ли она с их воспитанием. Критики отмечали, что подобные вопросы повторяются на протяжении всего альбома, а также то, что в разных песнях есть повторяющиеся строчки. В The Forty-Five пластинку называли одной из немногих исследующих давление общества на женщин за 30.
«Judah Smith Interlude» подверглась критике за использование фрагмента проповеди Джуды Смита, пастора мегацеркви Churchome, который известен своими высказываниями о том, что аборты и гомосексуальность являются грехом, тогда как значительная часть поклонников Дель Рей определяет себя как квиров. В The Independent этой критике посвятили отдельную статью. В ней процитировали поклонников Ланы, у которых интерлюдия «вызвала отвращение и желание пропускать её» при каждом прослушивании альбома. В The Daily Beast заметили, что интерлюдия следует за «A&W» (с англ. — «американская проститутка»), в которой Лана высмеивает навешанные на неё критиками и обществом ярлыки: дева в беде, жертва насилия, дилетантка с религиозными отсылками в песнях и другие. Интерлюдия заканчивается словами «Раньше я думал, что проповедую в основном [Бога], и вам это не понравится, но я признаюсь: я обнаружил, что проповедую скорее себя». Так, Смит «как бы рассматривает свою карьеру инфлюэнсера на более экзистенциальном уровне». В The Daily Beast и Under the Radar пришли к выводу, что с помощью интерлюдии Лана иронизирует над «духовностью, превращённой в товар», и преследует личную цель: показать, что спустя десятилетие карьеры она, как творец и художник, следует лишь собственным видениям — тот же смысл кроется в «A&W». В блоге Stereogum высказали схожее мнение: «Сложно воспринимать всерьёз того, кто называет Бога „создателем носорогов“ после прямо противоположной по смыслу „A&W“». В издании Variety, напротив, считают, что Лана искренне поддерживает Смита. Были и другие, например, The Washington Post, для которых позиция Ланы в отношении слов Смита осталось неясной.

## Композиции

### Часть первая (1—8)

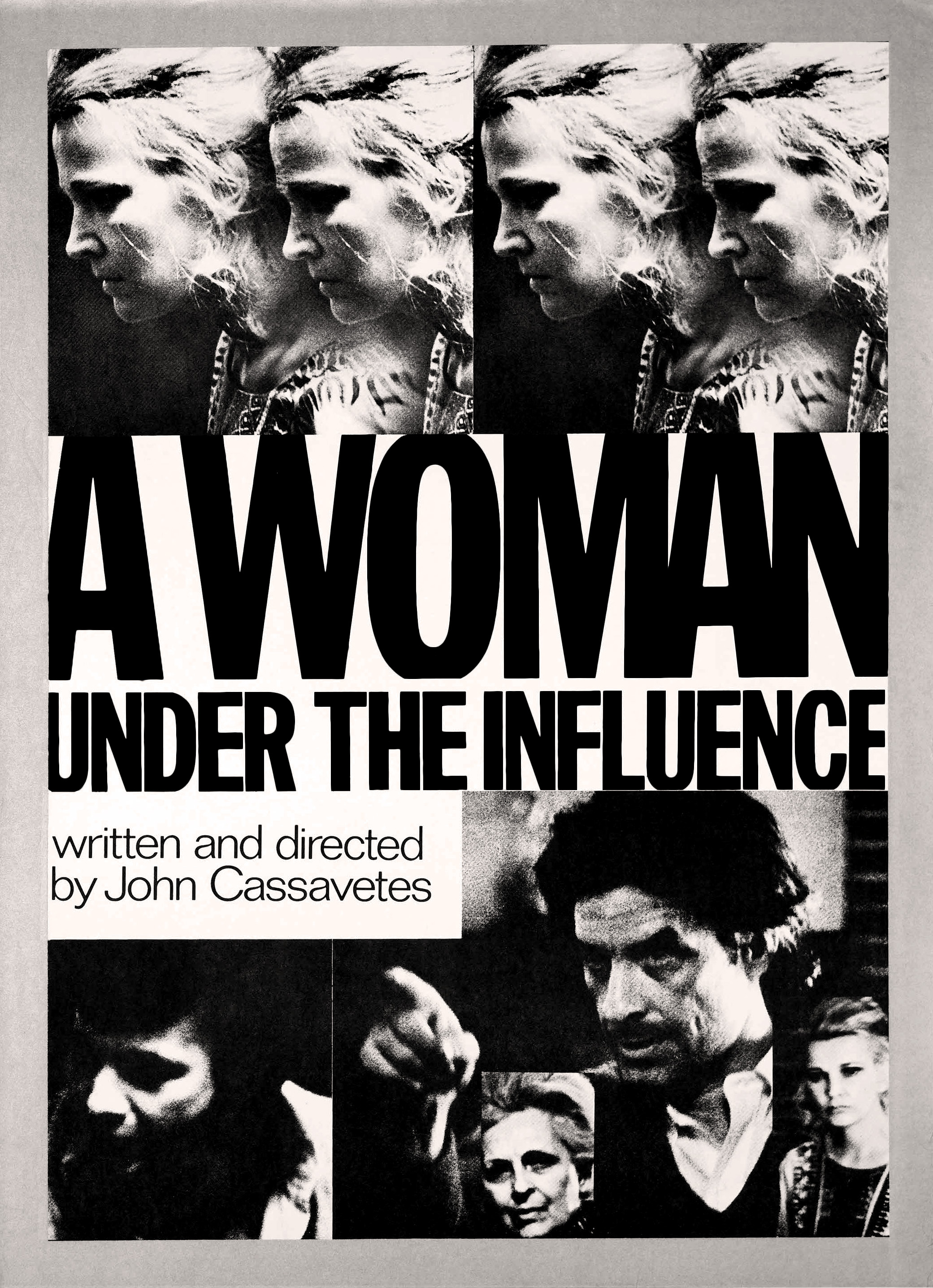
В The Guardian лирическую героиню «A&W» сравнили с одной из героинь фильмов Джона Кассаветиса, которых играла жена режиссёра, Джина Роулендс. Так, в картине «Женщина под влиянием» (1974) личность Мейбл сильно меняется из-за психологического и физического давления со стороны мужа и его общества, которые хотят видеть в женщине жену и мать. Дель Рей же, как и Мейбл, после многих лет критики выбирает сдаться и стать такой, какой её видят другие. Изображение: постер упомянутого выше фильма

Открывающая альбом «The Grants» начинается с тесной вокальной гармонии в стиле госпел; три бэк-вокалистки пропевают строчку из припева, одна из них ошибается в слове, другая замечает это и поправляет её, после чего они исполняют припев с начала. Хотя это вышло случайно, Дель Рей решила не вырезать этот момент из песни. Рецензент NME предположил, что такими она изображает мир и жизнь в своей музыке — неидеальными и беспорядочными. В Pitchfork отметили и другие «шероховатости» альбома, например, звук отпускания сустейн-педали пианино. В песне Лана размышляет о семейном горе, загробной жизни и силе памяти, вспоминает последнюю улыбку своей бабушки Синтии Грант, умершей в декабре 2021 года, и дядю Дэвида Гранта, который покончил с собой в июле 2016 года, когда взбирался на одну из вершин Скалистых гор в национальном парке Роки-Маунтин в Колорадо. Дель Рей упоминает песню Джона Денвера «Rocky Mountain High» и приходит к выводу, что все, кого она когда-то любила, оставляют свой след в её жизни, даже если их больше нет рядом.
Заглавный трек альбома, медленная и мечтательная баллада, начинается с вдоха и выдоха «кого-то изнурённого» под аккомпанемент клавишных и «вздымающихся» струнных. В тексте певица задаётся вопросом, прийдёт ли её время стать матерью, продолжить род, и будут ли частью этого будущего романтические отношения. В бридже Лана называет тайм-код (2 минута, 5 секунда) в песне Гарри Нилсона «Don’t Forget Me» — на этом моменте голос музыканта слегка срывается, создавая «живую эмоцию», что также вписывается в намеренные «шероховатости» альбома, о которых писали в Pitchfork. В «Sweet» Лане аккомпанирует «меланхоличное» пианино и струнные. Критику из издания Clash песня напомнила музыкальную тему мультфильмов Disney 50-х. По сюжету трека, Дель Рей отправляется в парк Гриффита и погружается в воспоминания и сожаления, представляет, что сказала бы своему партнёру, который, видимо, не заинтересован в отношениях настолько, чтобы создать с ней семью: «У меня столько дел, например, вообще ничего, / Я хочу делать их с тобой».
Название 7-минутной поп- и фолк-рок-«эпопеи» «A&W» отсылает к американскому бренду корневого пива A&W Root Beer, но сама аббревиатура расшифровывается как «American Whore» (с англ. — «американская проститутка»). В Rolling Stone о названии отозвались так: «Никто не подчиняет символы Америки своей воле так, как Дель Рей». Песня начинается с «мягкого бренчания» на акустической гитаре в стиле Radiohead и «тяжёлых» аккордов на пианино, которые, ускоряясь, вместе со звуками потрескивания на фоне создают нагнетающую атмосферу. На 4-й минуте фолк-трек замедляется и стихает, и тогда следует синтезаторная басовая линия. Композиция завершается 2-минутным мрачным трэп-аутро с MIDI-ударными, отдалённо напоминающим по стилю ударные на Born to Die (2012). Дель Рей будто читает рэп, повторяя строчки, чем-то схожие с названием ду-воп песни «Shimmy, Shimmy, Ko-Ko-Bop» (1959) Little Anthony and the Imperials. «A&W» — это во многом ответ критикам певицы: «Я принцесса, я противоречива, / Ну же, спросите меня, почему я именно такая». В 2012 году, после выхода Born to Die, Лану обвинили в неаутентичности, «романтизации абьюзивных отношений и сексуальных перверсий» и заигрывании с образом Лолиты. Эта критика не умолкала многие годы и сильно сказалась на психологическом состоянии Дель Рей и её творчестве, фактически став темой многих её альбомов, начиная с Ultraviolence. В тексте песни певица размышляет о мизогинии и культуре изнасилования (Лана утверждает, что никто бы ей не поверил, скажи она, например, что её изнасиловали), женственности, сексуальности и комплексе Мадонны-Блудницы. В The Guardian писали о посыле песни так: «Возможно, после стольких лет критики, лучший вариант — это сдаться и стать тем, кем люди вас клеймят». В треке упоминается фильм «Дневник девочки-подростка» (2015), по сюжету которого девочка-подросток вступает в сексуальные отношения с парнем своей матери. Дель Рей поёт, что за просмотром фильма «пытается понять, что же [в её жизни] пошло не так». Так она признаёт свой опыт «американской проститутки», который повлиял не только на её творчество, но и на то, как во взрослой жизни она выстраивает отношения с мужчинами. Во второй части «A&W» Лана насмехается над своим любовником Джимми, с которым у неё созависимые отношения; мужчина также пристрастен к наркотикам. Она звонит его матери и жалуется ей на него. В Pitchfork трек окрестили «символом гнева женщины, не соответствующей ожиданиям общества».
Проповедь для интерлюдии «Judah Smith Interlude», в которой пастор Джуда Смит размышляет о верности в отношениях, любви, похоти, Боге как творце, известности и эгоизме и цитирует Псалтирь, была записана самой Ланой на диктофон. На протяжении всей интерлюдии Дель Рей и её друзья смеются. Когда Смит говорит о Боге как о творце, он называет его «создателем носорогов» (англ. rhino designer), после чего Лана переговаривается с друзьями, недоумевает и смеётся. «Грубому голосу Смита, его возгласам» аккомпанируют «петляющее» пианино и электрогитара. «Candy Necklace» по звучанию подходит альбомам Born to Die и Ultraviolence, а в первой строчке Дель Рей отсылает к «Cinnamon Girl» с NFR!. В Billboard припев описали как «гипнотический». «Candy Necklace» (с англ. — «конфетное ожерелье») — метафора токсичных зависимых отношений. В экспериментальной, электронной джазовой интерлюдии «Jon Batiste Interlude» Дель Рей и Батист «зависают» в студии, разговаривают и смеются, иногда импровизируя под «мерцающие» аккорды пианино. В «Kintsugi», которая названа в честь японского искусства реставрации керамики кинцуги (яп. 金継ぎ), Дель Рей наблюдает за смертью близкого человека и обыгрывает метафору переживания горя, ссылаясь на «Anthem» Леонарда Коэна в строчке «Вот как свет проникает». Под светом подразумевается жидкое золото, которым склеивают кусочки разбитых керамических изделий. Лана написала «Kintsugi» под впечатлением от посещения её двоюродного дедушки, Ричарда Гранта, который находился в хосписе. В то время она состояла в отношениях с Джеком Донахью из витч-хаус группы Salem, которого в песне благодарит за эмоциональную поддержку. В тексте певица обращается к отцу, Роберту Гранту, говоря, что скучает по умершим родственникам, избегает негативных эмоций и вспоминает, как они всей семьёй из более 30 человек собрались у постели умирающего дедушки и пели старые народные песни, например, «Froggie Came A-Courtin’». «Kintsugi», как и следующая за ней «Fingertips», не имеет чёткой структуры. Критики описывали обе песни как «импровизированные».

### Часть вторая (9—16)
Текст «Fingertips», написанный с помощью техники поток сознания, напоминает запись из личного дневника, полную грусти, ностальгии и тревоги, связанной с материнством, психологической травмой юности, историей семьи Ланы, страхом смерти и неуверенностью в себе. Сначала Лана размышляет о собственной смерти и о возможности победы науки над смертью — она упоминает теломеры, концевые участки хромосом, которые укорачиваются, когда ДНК реплицируется, чем объясняется старение и смерть. Далее певица размышляет о материнстве и своей способности вырастить ребёнка, рассказывает, что принимает психиатрические препараты. Она обращается и к критикам, в частности к тем, кто хвалил NFR! за сарказм и остроту: «Они говорят, что в моих песнях есть ирония, но в ней трагедия, / Не вижу в ней ничего от греческой». Дель Рей упоминает умерших родственников, включая дядю Дэвида Гранта, о смерти которого она узнала за пару часов до выступления перед князем Монако и похороны которого пропустила, и Аарона Грина, который как и Лана родился и вырос в Лейк-Плэсид, штат Нью-Йорк и погиб в автокатастрофе в 2007 году, ему было 23 года. Когда-то Дель Рей была влюблена в него и мечтала завести с ним семью. Затем она рассказывает, что в 15 лет пыталась утонуть, но её спасли соседи, и проливает свет на напряжённые отношения с матерью, с которой долгие годы не общается (само слово «mother» в песне заглушено «искрящимся шумом»): «Что за мать она была, чтобы сказать, что я закончу в психушке?». Родители отправили её в школу-интернат в Коннектикуте, чтобы она избавилась от алкогольной зависимости, но там девушка чувствовала себя брошенной. На протяжении всей песни певице аккомпанируют струнные и электронное пианино Wurlitzer.

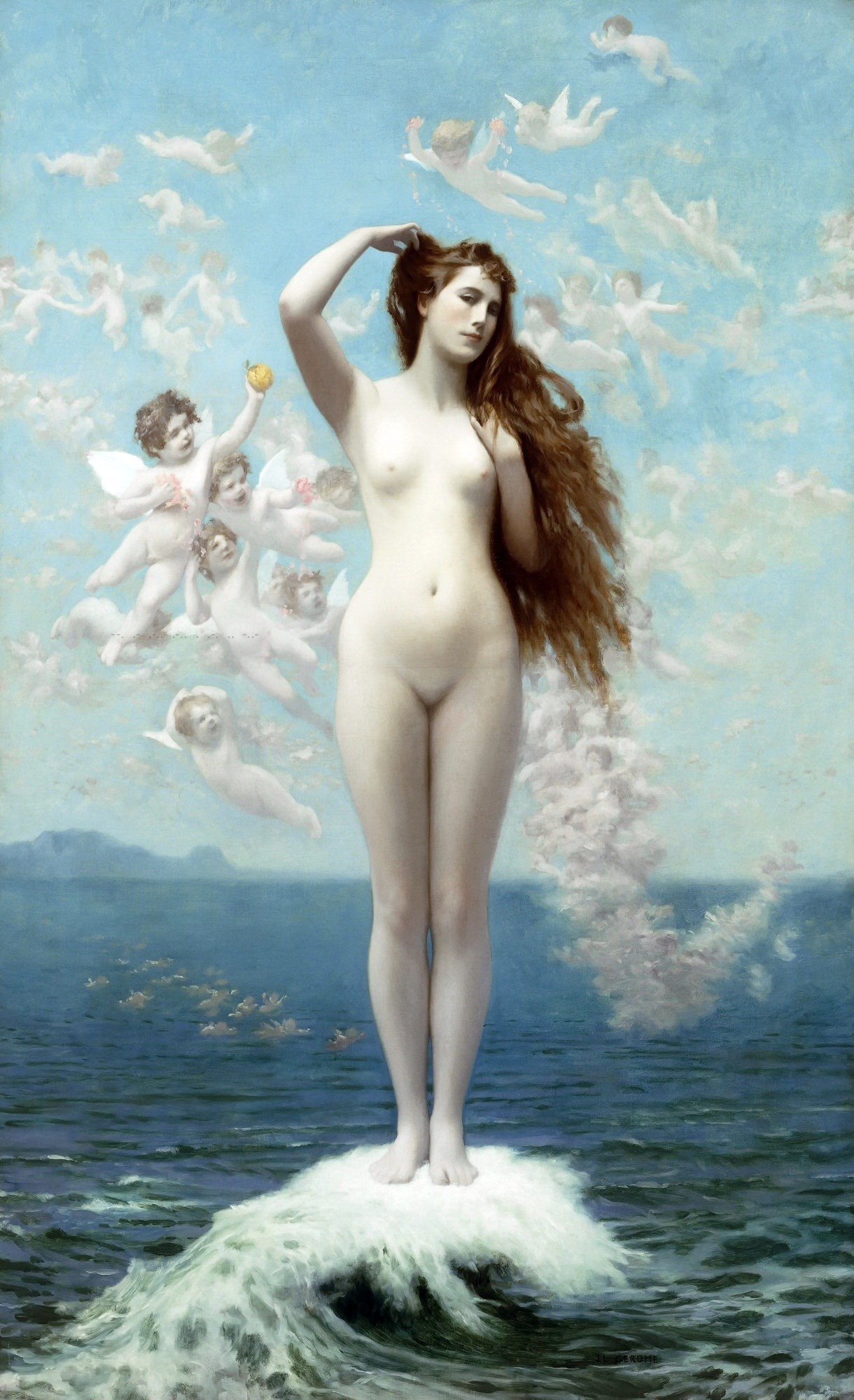
В «Fingertips» Дель Рей сравнивает себя с рождённой из морской пены богиней Афродитой Анадиоменой. Изображение: «Рождение Венеры», 1890, Жан-Леон Жером.

«Paris, Texas» начинается с «мерцающих» аккордов пианино. Название песни может отсылать к фильму «Париж, Техас» (1984) Вима Вендерса. В треке использован сэмпл инструментальной композиции «I Wanted to Leave» SYML. В Consequence песню описали как «вальс из музыкальной шкатулки», а в PopMatters добавили, что она ощущается как «глоток свежего воздуха» после многословной и эмоционально тяжёлой первой части альбома. По сюжету, Лана отправляется в Париж (Техас), затем в Испанию, далее — к друзьям в Флоренс (Алабаму), и потом — домой в Венис (Калифорния); она размышляет о своём месте в жизни и разваливающихся отношениях, которые она собирается закончить, и в каждом из городов чувствует себя одиноко. Все эти маленькие, малоизвестные города носят названия более крупных и известных европейских городов: Париж, Флоренция и Венеция. Их названия Лана шепчет, будто открывает сокровенную тайну. В «Grandfather Please Stand on the Shoulders of My Father While He’s Deep-Sea Fishing», похожей на гимн с элементами джаза, Дель Рей использовала семпл композиции «Flo» Riopy. В тексте она обращается к своему дедушке, чтобы он с небес приглядывал за её отцом, пока тот рыбачит, и просит послать ей как знак три белые бабочки. Лана также просит защиты для себя, припоминает обвинения в расизме в мае 2020 года, и с иронией сожалеет, что она белая. Как и в «A&W», здесь она вспоминает, как её обвиняли в неаутентичности после выхода Born to Die: «Я знаю, они думают, что тысячи людей / Собирали меня по кусочкам, будто проводили эксперимент. / Какие-то важные люди за кулисами, / Что вшивали мрачные мечты Франкенштейна в мои песни». Кульминация трека — «какофония» из звуков электрогитары, клавишных, синтезатора и саксофона. В кантри-фолк «Let the Light In», записанной с Father John Misty, давним другом певицы, и навеянной творчеством Джексона Брауна, Лана возвращается к своим «тематическим корням» и рассказывает о безнадёжных токсичных отношениях с позиции влюблённой в плохого парня девушки. Ей аккомпанируют клавишные и испанская гитира. В этой песне Дель Рей обращается к лейтмотиву диска: в названии трека («Позволь свету проникнуть») кроется та же метафора, что и в «Kintsugi» («Вот как свет проникает»). В конце 2023 года в TikTok обрели популярность видео, снятые под «Let the Light In», в которых пользователи завязывают розовые банты на различных предметах: рулон туалетной бумаги, пульт от телевизора, огурец и другие. В The New York Times высказали мнение, что музыкальный стиль Дель Рей отличается «женственностью», поэтому пользователи платформы снимают ролики именно под её песни, «выражая [таким образом] свою женственность». В «сладковатой» балладе «Margaret», записанной с продюсером альбома Джеком Антоноффом (в участниках записи указан как группа Bleachers), и напоминающей вальс, Дель Рей не теряет надежду найти «настоящую любовь». В первом куплете она, «буквально во всю улыбаясь в микрофон», рассказывает историю знакомства Антоноффа и актрисы Маргарет Куэлли, которой посвящена песня. В мае 2022 года пара обручилась. Согласно тексту трека, они поженились 18 декабря того же года, но на самом деле свадьба состоялась в августе 2023 года.
«Fishtail» начинается как фолк-баллада, но в припеве голос Дель Рей обработан несвойственным фолку автотюном, добавляются «металлические» трэп-ударные. В тексте Лана обличает то, какой её хотел видеть партнёр: «Ты хотел видеть меня более грустной». Она упоминает случай из жизни своей подруги, у которой было запланировано свидание с мужчиной, обещавшим, что он заплетёт ей косу «рыбий хвост» (отсюда и название песни), но они так и не встретились. В припеве фанк-композиции «Peppers» использован семпл трека «Angelina» канадской рэперши Томми Джинезис с её микстейпа World Vision (2015). Песня начинается с «кичливого» рэпа Джинезис, повторяющей «бессмыслицу»: «Руки на колени, я Анджелина Джоли». Голос Ланы напоминает «бездумное» бормотание, «растворяющееся» в реверберации; она размышляет об отношениях, говорит, что танцует голой перед окном, чтобы её могли заметить соседи, и слушает с партнёром песни Red Hot Chili Peppers: «У моего парня положительный результат теста на коронавирус, / Да и неважно, ведь мы целовались, / Так что всё, что есть у него, есть и у меня». После второго куплета песня приобретает элементы психоделического рока, звучат ду-воп ударные в стиле The Beach Boys; Лана выкрикивает «Wipe out!», что в слэнге сёрферов означает «падение с доски», и одновременно отсылает к одноимённой композиции The Surfaris. В журнале Under the Radar предположили, что в «Peppers» Дель Рей «наслаждается ощущением собственной женственности, сексуальности и даже похоти». Альбом завершается «Taco Truck x VB», «мелодичное» начало которой напоминает музыку калипсо; постепенно песня переходит в «головокружительный» и «мрачный» ремикс демо-версии «Venice Bitch» (2018) с NFR!, но перед этим Дель Рей как бы защищает себя от критики, с которой сталкивалась после выхода Born to Die: «Прежде чем вы что-то скажете, позвольте перебить вас: / Я знаю, знаю, что вы меня ненавидите».

## Выпуск и продвижение
В день выхода Blue Banisters 21 октября 2021 года Дель Рей провела трансляцию в Instagram и посетовала на затянутость процесса производства грампластинок (по её словам — 5 месяцев). Она заявила, что её следующий альбом будет издан только в цифровом формате и попросила зрителей «запомнить её слова». В июне 2022 года Бен Моусон, менеджер певицы, сообщил, что Лана работает над новой музыкой, которая «выйдет очень скоро». В августе он сообщил, что альбом почти готов.
19 октября Дель Рей сообщила о краже её ноутбука, жёсткого диска и трёх видеокамер, которые она оставила в припаркованной машине. На носителях хранились её незаконченные проекты, в том числе 200-страничный черновик книги для издательства Simon & Schuster (в 2020 году они издали её поэтический сборник Violet Bent Backwards Over the Grass) и материал для следующего альбома. Хотя ей удалось дистанционно удалить данные с компьютера, воры всё ещё могли удалённо получить доступ к её телефону с личными фотографиями и песнями. Певица выразила уверенность в скором выходе пластинки и в своей готовности продолжать работу над ней, но поделилась опасениями, что воры могут распорядиться её личными данными в своих интересах. Дель Рей призвала поклонников не слушать какие-либо просочившиеся в сеть песни.
1 декабря Дель Рей посетила гала-вечер Женской гильдии Седарс-Синайского медицинского центра в Беверли-Хиллс и в интервью ¡Hola! TV, на вопрос о новой музыке, поделилась, что очень взволнована по поводу объявления, которое она планировала сделать 7 декабря. Через несколько дней Антонофф опубликовал в Instagram фото с Ланой в студии, и тогда же в HTML-коде официального сайта певицы обновился логотип. 7 декабря Дель Рей объявила, что Ocean Blvd выйдет 10 марта 2023 года. В конце декабря выяснилось, что единственный билборд с рекламой альбома был арендован в Талсе, Оклахома, родном городе бывшего партнёра Дель Рей Шона Ларкина, с которым они расстались в 2020 году. Более того, название альбома Лана объявила 7 декабря, в день рождения Ларкина. 13 января по неизвестным причинам выпуск альбома был перенесён с 10 марта на 24-е. В тот же день певица представила список композиций пластинки.
За неделю до выхода альбома в лондонском офисе Universal Music Group состоялось прослушивание пластинки для местных критиков. Люси Харброн с сайта Gigwise отметила, что её коллеги выходили из комнаты во время прослушивания и пропускали по несколько треков, хотя альбом проигрывался лишь раз. 22 марта в нескольких музыкальных магазинах Соединённых Штатов, Великобритании, Бразилии, Испании, Польши, Германии, Франции и Швеции в честь выхода пластинки прошли вечеринки для поклонников певицы, которым представился шанс послушать диск до его официального выхода. 24 марта в Лонг-Бич открылся поп-ап магазин эксклюзивной продукции по тематике Ocean Blvd, который работал до 26 марта. В тот же день по Лондону ездил фудтрак «Lana Del Rey’s Taco Truck». 24 марта Тейлор Свифт, в рамках The Eras Tour, отыграла концерт в Парадайсе, Невада на стадионе Allegiant Stadium вместимостью 60 000 человек и со сцены призвала поклонников покупать и слушать на стриминговых платформах Ocean Blvd. Во время промокампании Ocean Blvd Дель Рей дала несколько печатных интервью изданиям Interview, Billboard, британскому Rolling Stone, The Hollywood Reporter и Harper’s Bazaar, а также появилась на обложке каждого из них. Певица долгое время отказывалась от выступлений на телевидении после провала на Saturday Night Live в январе 2012 года, когда столкнулась с жёсткой критикой её вокальных способностей и движений на сцене. В следующий раз она появилась на телевидении в декабре 2020 года в эфире «Сегодня вечером с Джимми Фэллоном» на NBC. В рамках промокампании Ocean Blvd Лана снова отказалась от телевыступлений, хотя, по её словам, предложений было много; причина заключалась в том, что она не была уверена, как воспримут её выступление, поэтому она решила дождаться «лучших времён».
Альбом издали на разных физических носителях, включая грампластинки, которые продавались в шести вариантах: классический чёрный, иллюстрированный, белый (версия для интернет-магазина певицы), светло-розовый (эксклюзив для Amazon), вишнёво-красный (для розничных магазинов Target и HMV) и мятно-зелёный (для независимых музыкальных магазинов и Urban Outfitters). Также было выпущено девять вариантов компакт-диска: стандартное издание, четыре — с альтернативными обложками, и четыре — для бокс-сетов в комплекте с футболкой или толстовкой; пять вариантов компакт-кассет: чёрный, белый, розовый, зелёный и красный. Кроме того, в интернет-магазине певицы продавались ожерелья, таблетницы, свисток, зажигалка и гоночная куртка.

### Синглы
7 декабря 2022 года заглавный трек альбома был издан как первый сингл. Песня получила положительные отзывы от критиков и дебютировала на 98-й позиции в британском UK Singles Chart и на 23-й — в американском Hot Rock & Alternative Songs, чарте журнала Billboard. В издании Time Out трек признали 4-м лучшим в 2023 году. 14 февраля был издан второй сингл — «A&W». Антонофф поделился, что это его любимый трек в альбоме. Композиция получила восторженные отзывы от критиков, а в издании Pitchfork ей присудили статус «лучшего нового трека» и отметили за психоделическое звучание и структуру, напоминающую коллаж. Кроме того, рецензент отвёл «A&W» особое место в дискографии Дель Рей: «Это квинтэссенция дикой стороны [певицы], запоминающаяся фолк-трэп баллада, гибрид различных стилей, так хорошо сочетающихся друг с другом лишь из-за яркости таланта Ланы». Композиция достигла 41-й строчки в британском UK Singles Chart и 5-й — в американском Billboard Bubbling Under Hot 100. Со слов представителя лейбла Interscope, коммерческий успех «A&W» был ожидаем, но не настолько, что после выхода песни количество предзаказов альбома увеличилось на 20 %. В конце 2023 года издания Pitchfork, NME и The Guardian назвали «A&W» лучшей песней года, а в рейтинге журнала Slant она заняла второе место, уступив «Boy’s a Liar Pt. 2» PinkPantheress и Ice Spice. Читатели Pitchfork также признали «A&W» песней года. Редакция Rolling Stone и Линдси Золадз из The New York Times присудили песне третье место в своих списках лучших треков года. 14 марта был издан третий сингл — «The Grants». Премьера состоялась в эфире BBC Radio 1 в программе Future Sounds. Трек не достиг успеха в чартах и дебютировал на 35-м месте в новозеландском Hot Singles.
30 марта песня «Candy Necklace» дебютировала на 68-й позиции в UK Singles Chart. Неделей ранее Дель Рей представила тизер клипа на трек. Видео, снятое Ричем Ли, было выпущено 10 мая. В течение 11 минут певица поочерёдно предстаёт в образах известных женщин, которые «сменили имена и причёски», чтобы соответствовать запросам студийной системы Голливуда: одной из известнейших актрис своего времени Мэрилин Монро и начинающей актрисы Элизабет Шорт (более известной как «Чёрная Георгина»), жестоко убитой в Лос-Анджелесе в январе 1947 года. Чёрно-белый клип напоминает закадровую документалку о съёмках фильма, в конце которой Дель Рей получает звезду на «Аллее славы» и наслаждается аплодисментами. Видео принесло Дель Рей несколько наград, а редакция журнала Slant назвала его одним из лучших клипов года. 6 октября был выпущен ограниченный тираж иллюстрированной грампластинки с «Candy Necklace» на стороне «А» и «Jon Batiste Interlude» на стороне «Б».

### Турне

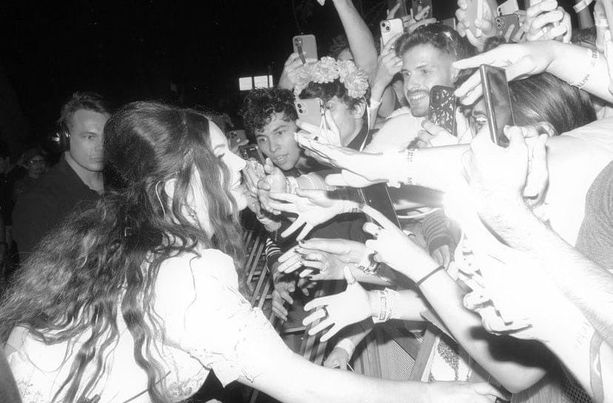
Дель Рей с поклонниками во время выступления в Сан-Паулу, Бразилия

Хотя во время промокампании альбома Дель Рей не говорила, что поедет в полноценное турне, Дель Рей отправилась в «фестивальный тур», в рамках которого она выступила в том числе на британском Гластонбери и американском Lollapalooza. Первый концерт состоялся 27 мая в Рио-де-Жанейро, Бразилия на фестивале MITA, последний — 12 августа в Сан-Франциско на фестивале Outside Lands. Перед туром, 15 апреля, Лана спела «Margaret» с Bleachers во время их концерта на фестивале High Water Fest в Норт-Чарлстоне, Южная Каролина — она впервые поднялась на сцену за последние 18 месяцев, поскольку у неё не было полноценных концертов с ноября 2019 года. В интервью BBC Radio 1 Дель Рей рассказала о планах исполнять на концертах попурри из всех песен нового альбома, выделяя каждой полторы минуты.
В начале выступления в Рио-де-Жанейро Дель Рей появилась в парике, напоминающем причёску Мэрилин Монро, но вскоре сняла его. Все концерты начинались с исполнения трэп-части песни «A&W». Поведение певицы на сцене описывали как «кокетливое», а стиль одежды — как очень женственный: она выступала в платьях бренда Zimmermann, с воланами и цветочными принтами, с лентой или диадемой в волосах и ожерельем из жемчуга. Помимо Ланы на сцене было около десятка танцовщиц, музыкальная группа из четырёх человек, а также три бэк-вокалистки. Во время исполнения «Young and Beautiful» танцовщицы поднимали шлейф платья певицы и развевали им, что добавляло шоу, как отмечала Риан Дейли из NME, «элемент театральности». Эта атмосфера подкреплялась и тем, что на сцене были качели, украшенные цветами, сидя на которых Лана исполняла «Ride» и «Video Games», а также золотые арки. Причёску певице меняли прямо на сцене, за туалетным столиком, пока она пела «Bartender». «Candy Necklace» Лана исполняла сидя на пианино. Дель Рей не только спускалась к поклонникам, чтобы сфотографироваться, раздать автографы и пообщаться, но и делилась со сцены личными переживаниями. Так, на концерте в Гайд-парке она рассказала, что её бывший партнёр Шон Ларкин, пока они с Ланой были в отношениях и посещали семейного психолога, женился на другой женщине. Кроме того, во время выступления Дель Рей курила электронную сигарету, которую часто теряла и искала по всей сцене, что стало мемом у её поклонников.
На выступление на Гластонбери певица опоздала на полчаса — она объяснила это тем, что на её причёску уходит много времени; Лана не успела спеть несколько песен из заявленного сет-листа и закончила на «White Mustang», поскольку организаторам фестиваля пришлось отключить её микрофон и экраны на сцене, иначе их оштрафовали бы за нарушение комендантского часа. Тем не менее, певица спела со зрителями а капелла «Video Games». Выступление получило различные оценки в прессе: так, в The Guardian ему присудили высший балл и отметили, что, хотя концерт продлился всего час, «это было потрясающее путешествие по всей дискографии Ланы», а в газете The Independent шоу оценили на 3 звезды из 5 и назвали его «многообещающим, если бы не печальный конец». После выступления на Гластонбери Дель Рей, из «любви к Европе» и в преддверии шоу в лондонском Гайд-парке, отыграла несколько концертов в других европейских странах: Италия (Камайоре), Нидерланды (Амстердам), Ирландия (Дублин) и Франция (Париж). Билеты на концерт в Амстердаме на арене Ziggo Dome вместимостью 17 000 человек были раскуплены за 10 минут, а билеты на выступление в парижской «Олимпии» вместимостью около 3 тысяч человек разошлись за 4 минуты, при том, что в онлайн-очереди было ещё более 400 000 человек. Билеты на концерт на дублинской арене 3Arena вместимостью 13 000 тоже были полностью распроданы. На разогреве в Амстердаме выступила Naaz, а в лондонском Гайд-парке — Father John Misty, SYML, Riopy и Томми Джинезис, участвовавшие в записи Ocean Blvd, а также Gang of Youths, Холли Макв, The Last Dinner Party, Этта Маркус, Kings Elliot и SIIGHTS.
Билеты на концерт в Гайд-парке были распроданы за час. Его посетили более 60 000 человек. Дель Рей вновь опоздала, на 20 минут, но организаторы разрешили ей исполнить весь сет-лист. Шоу широко освещалось в британских СМИ и получило множество оценок от критиков, по большей части восторженных: на высший балл его оценили The Guardian, NME, The Independent и Far Out, на 4 с половиной звезды — Louder, и на 4 звезды — Evening Standard. В NME шоу окрестили «определяющим моментом карьеры великой исполнительницы». В The Independent заметили, что в этот раз Лана казалась более уверенной на сцене, чем на Гластонбери. Многие критики подчёркивали важность концерта для карьеры Ланы — именно в Лондоне она записала Born to Die, который принёс ей мировую славу. В The Guardian восхищались любовью публики к певице: «Таинственность, беспорядочность и чёрный юмор — вот что любят её поклонники, для которых Лана не поп-звезда, а человек, более близкий и открытый, чем отстранённая, по-внеземному идеальная артистка Бейонсе». О самом концерте в газете писали так: «Гайд-парк ещё никогда не видел ничего подобного», а в The Line of Best Fit шоу в Гайд-парке назвали лучшим с 1991 года, когда там выступил Лучано Паваротти.
15 августа Дель Рей отыграла самый большой концерт в своей карьере — она выступила перед 65 000 зрителей (все билеты были распроданы) на стадионе Foro Sol в Мехико, Мексика. Из-за огромного спроса на шоу были добавлены ещё три даты: 16 августа в Мехико на Foro Sol, 18 августа в Монтеррее на стадионе Borregos вместимостью 17 000 человек и 20 августа в Гвадалахаре на стадионе Трес де Марсо вместимостью 25 000 человек. Последние два концерта в итоге перенесли на неопределённое время «по технических причинам». На концерте 15 августа несколько сотен человек внезапно повалило на землю по принципу домино (скорее всего, это было вызвано падением одного из поклонников), после чего христианский инфлюенсер Трейси Костон обвинила певицу в колдовстве. В середине августа Дель Рей объявила даты 11 концертов в рамках американской ветки тура. Первый прошёл 14 сентября во Франклине, Теннесси на стадионе FirstBank Amphitheater, а последний — в Чарлстоне, Западная Виргиния в Charleston Coliseum. Между тем, 1 октября Лана выступила на фестивале All Things Go в Колумбии, Мэриленд. В Rolling Stone писали, что певица «намеренно проигнорировала крупные города и оба побережья США» и выступила с концертами на юге страны и в средне-атлантических штатах. По словам Дель Рей, весь свой доход от концертов она пожертвовала городам, в которых выступила: «Возможно, прозвучит банально, но я даю концерты не ради денег. Для меня всё дело в том, где именно мы поём». Своё выступление 8 августа в Роджерсе, Арканзас, в амфитеатре Walmart Arkansas Music Pavilion вместимостью 9500 зрителей, певица назвала определяющим моментром своей карьеры. В интервью Harper’s Bazaar она рассказала, что в закусочной в Роджерсе офиицантка — её поклонница — показала ей свой номер в онлайн-очереди за билетами на концерт: № 80 000. «Тогда-то я поняла: тот самый момент настал», — подчеркнула Лана.
Сет-лист конецертов был разнообразным и охватывал всю дискографию Дель Рей. На выступлении в Бразилии певица впервые исполнила песни с Ocean Blvd: заглавный трек альбома, «A&W», «The Grants» и «Candy Necklace», а также отрывок «Taco Truck x VB». Впервые в карьере она вживую спела «Flipside», бонус-трек с Ultraviolence, и «Arcadia» с Blue Banisters. Сет-листы других концертов мало чем отличались от списка песен, исполненных Ланой в Бразилии. На выступлении в Камайоре певица впервые исполнила заглавную песню альбома Chemtrails Over the Country Club. В издании Dork отметили, что бо́льшую часть сет-листа составили песни из Born to Die и Ultraviolence, первых двух альбомов Дель Рей, тогда как песен с нового диска было всего четыре, и объяснили это тем, что Лана редко выступает за Атлантикой и понимает, насколько важно для европейских поклонников услышать её наиболее известные треки.

## Коммерческий успех
В США Ocean Blvd продемонстрировал высокие показатели. Альбом дебютировал в Billboard 200 на 3-м месте. В первую неделю было продано 115 000 экземпляров, из которых 87 000 — чистые копии, а 28 000 — альбомные единицы, эквивалентные 36 миллионам прослушиваний на стриминговых сервисах. Эти показатели — самые высокие в карьере Ланы со времён Honeymoon (2015). Первые две строчки чарта заняли One Thing at a Time Моргана Уоллена и Face Чимина из BTS. 67 % от чистых продаж альбома — грампластинки, которые в первую неделю разошлись тиражом в 58 500 экземпляров, что позволило диску возглавить Vinyl Albums; это лучший результат как в карьере певицы, так и в 2023 году на момент выхода альбома. Лейбл Ланы, Interscope, изначально отдавал предпочтение именно грампластинкам. Гэри Келли, коммерческий директор Interscope Geffen A&M, объясняет это тем, что Дель Рей обрела популярность «на пороге возвращения эпохи винила», и что из физических носителей её поклонники предпочитают грампластинки. Кроме того, Ocean Blvd — седьмой диск Ланы, возглавивший Top Alternative Albums, что является рекордом. На второй неделе альбом опустился на 10-ю строчку, было реализовано 38 000 копий (продажи упали на 67 % по сравнению с дебютной неделей). К июлю в США было продано 132 000 копий Ocean Blvd на грампластинках, благодаря чему альбом стал вторым самым продаваемым релизом на виниле в стране в 2023 году, уступив первенство Midnights Тейлор Свифт. На 16-й неделе нахождения в Billboard 200 альбом значительно поднялся в чарте, со 184-й позиции на 44-ю.
«Я бы хотела, чтобы вирусным стал мой альбом. Тем утром, проснувшись, я увидела, что мне пришло 10 тысяч сообщений, некоторые из них были от близких, с которыми я не общалась лет десять. Сообщения были такие: „Видел фото с тобой в Waffle House“. (смеётся) И я подумала: „А мой новый альбом ты слышал?“».
Альбом добился хороших финансовых результатов и в других странах. Мировые продажи за первую неделю составили 216 000 копий, а за вторую — 76 000. Руководство лейбла Polydor отмечало значительное расширение аудитории Дель Рей в последние годы благодаря популярности её песен среди зумеров в TikTok. Так, около 40 % её постоянных слушателей на Spotify моложе 22 лет. В Polydor подчёркивали, что не у многих исполнителей на 12 году карьеры растут продажи и прослушивания, но Лане это удаётся благодаря «поддержанию уровня качества её музыки, что сохраняет интерес её поклонников». Ocean Blvd возглавил британский UK Albums Chart, перепродав конкурента Memento Mori Depeche Mode. На момент выхода альбома продажи в первую неделю (41 925 копий) были самыми высокими в стране в 2023 году; до этого рекорд принадлежал Trustfall Пинк. Это самые высокие показатели в карьере певицы со времён Ultraviolence. Дель Рей стала пятой женщиной в истории британского чарта, которой удалось возглавить его как минимум 6 раз; выше неё в рейтинге — Мадонна, Тейлор Свифт, Кайли Миноуг и Барбра Стрейзанд. Более того, в Великобритании пластинка стала самой продаваемой на виниле за первую неделю (20 809 экземпляров) и возглавила Official Vinyl Albums Chart. К июлю в Великобритании было продано более 28 000 копий альбома на виниле, а к октябрю — 34 000, благодаря чему Ocean Blvd стал самым продаваемым на грампластинках диском года в стране. В первую неделю в Великобритании было продано 9717 компакт-дисков Ocean Blvd, 2582 кассеты и, благодаря прослушиваниям на стриминговых сервисах, 7819 альбомных эквивалентных единиц. Спустя месяц, 28 апреля, British Phonographic Industry присвоила альбому серебряную сертификацию за 60 000 реализованных копий, а в конце сентября — золотую за тираж в размере 100 000 копий.
Диск также возглавил чарт Австралии — для певицы это лучший результат со времён Lust for Life (2017). Среди других стран, чарты которых пластинка возглавила — Нидерланды, Ирландия, Шотландия, Бельгия (Фландрия), Португалия, Новая Зеландия и Греция. В чарте последней альбом дебютировал на третьей строчке, а на второй неделе возглавил его. Дебютные продажи во Франции, в чарте которой альбом занял второе место, составили 14 400 экземпляров (самые высокие показатели в карьере Ланы со времён Ultraviolence), из которых 7700 копий — грампластинки. В Бразилии к маю пластинка разошлась тиражом в 20 000 экземпляров и получила золотую сертфикацию от организации Pro-Música Brasil. В Польше же к октябрю 2023 года было реализовано 10 000 копий альбома, после чего ZPAV присудила ему золотую сертификацию. По последним данным, Ocean Blvd разошёлся по миру тиражём в 1 400 000 экземпляров.

## Отзывы критиков

### Рецензии
| Совокупная оценка | Совокупная оценка |
| Источник          | Оценка            |
| ----------------- | ----------------- |
| Metacritic        | 80/100            |
| Оценки критиков   |                   |
| Источник          | Оценка            |
| AllMusic          | [ 76 ]            |
| Exclaim!          | 9/10              |
| The Guardian      | [ 29 ]            |
| Gigwise           | [ 28 ]            |
| The Independent   | [ 41 ]            |
| Mojo              | [ 27 ]            |
| NME               | [ 34 ]            |
| The Observer      | [ 31 ]            |
| Pitchfork         | 8.3/10            |
| Rolling Stone     | [ 25 ]            |
| Slant             | [ 179 ]           |
| Under the Radar   | 8.5/10            |

Альбом получил положительные отзывы от критиков; его рейтинг на сайте Metacritic составляет 80 баллов из 100 на основе 25 рецензий. Критики в первую очередь отмечали писательский талант Дель Рей. Альбом хвалили за личный и смелый характер текстов, но критиковали за треки-филлеры. Люси Харброн с сайта Gigwise назвала пластинку «magnum opus для поклонников певицы»: «Это новая классика Дель Рей, важный шаг на пути её развитии как музыканта и увлекательная переоценка своего прошлого». Виктория Сигел из журнала Mojo заметила, что пластинка могла бы стать соперником NFR! за звание лучшего альбома певицы, если бы не «пара странных творческих решений и неудачных затянутых колыбельных». В Pitchfork Ocean Blvd присвоили статус «лучшего нового альбома». Рецензент Оливия Хорн отметила, что при всей неидеальности работы результат оказался богатым на искренние эмоции.
Фред Томас с сайта AllMusic писал, что Ocean Blvd — это одновременно и шаг вперёд от NFR!, и его достойное продолжение в плане звучания. Рецензент отметил, что за десятилетие карьеры Дель Рей отточила свой фирменный стиль настолько, что его можно рассматривать как отдельный музыкальный жанр. В газете The New York Times пластинке присудили статус «выбора критиков» (англ. NYT Critic’s Pick). Линдси Золадз окрестила её самой сильной и смелой работой певицы после NFR!: «Если в начале своей карьеры Лана казалась нигилистом, то теперь она с большим интересом изучает себя и ставит серьёзнейшие вопросы, на которые, возможно, никогда не получит ответа». Китти Эмпайр из The Observer назвала альбом «захватывающим», а её коллега по The Guardian — «эмоционально тяжёлым и обезоруживающе честным». Майкл Вуд из Los Angeles Times отметил глубину размышлений и остроту писательского стиля Ланы, а также назвал Ocean Blvd лучшей работой певицы. В журнале Under the Radar писали, что Дель Рей предстаёт перед слушателями живым человеком, который находит силы не только ответить на многолетнюю критику, но и принять в себе то, за что именно её музыку критиковали, в том числе сильное сексуальное желание, о котором Лана часто пела раньше. Рецензент назвал пластинку постмодернистской. Критик Consequence посетовала на «незапоминающиеся» песни ближе к концу альбома, но назвала диск наиболее интересной из последних работ певицы: «С Ocean Blvd Лана поступает как великий фотограф: запечатляет, делится и предлагает нам самим решить, что всё это значит». Обозреватель The Independent сетовал на затянутость диска: «Есть некое удовольствие в том, как песни перетекают друг в друга, будто в трансе, но наблюдать за приливом даже в самом красивом море временами наскучивает. Хорошо, что морские воды не всегда спокойны».
Крис Ричардс из The Washington Post причислил Ocean Blvd к «альбомам всех альбомов» (англ. album albums), чьи песни, по его мнению, образуют единую сюжетную линию и следуют одному настроению: «Такие [пластинки] имеют в запасе достаточно приятных моментов и увлекательных двусмыслиц, чтобы вы захотели переслушать их целиком десятки раз, даже если их продолжительность больше 80 минут». Крис Уиллман из Variety назвал альбом шедевром Дель Рей и предупредил читателей, что Ocean Blvd утомит их, если «не включать его как фон, а поглощать целиком, как сборник откровений автора-исполнителя, но это приятное утомление». Он предположил, что некоторых поклонников певицы разочарует эгоцентризм в текстах альбома. Обозреватель Esquire сравнил опыт прослушивания альбома со «встречей с давним другом». Шарлотта Ганн с сайта The Forty-Five отмечала: «Если цель жизни Ланы — составить объективный портрет современной женщины и её опыта, чтобы такие, как она — кто не соответствует ожиданиям общества — чувствовали себя услышанными и полноценными, то она может расслабиться: она это уже сделала».
Не все критики остались довольны Ocean Blvd. Полу Аттарду из Slant альбом показался наиболее неясным и второстепенным творческим заявлением певицы. Он посетовал на интерлюдии, которые назвал «неуместными каламбурами», но отметил некоторые «бодрые и лёгкие мелодии» и запоминающиеся вокальные пассажи. Нил Маккормик из The Daily Telegraph тоже хвалил мелодии и слог Дель Рей, её «чарующий» голос и внимание к деталям, но раскритиковал темп пластинки и пренебрежение классической песенной структурой: «Должен признаться, что, когда я в первый раз послушал альбом, захоти мой мозг покинуть череп, ему от скуки не хватило бы сил это сделать. Песни настолько бесформенные, будто хотят привлечь внимание именно этим, темп дерзостно медленный, а звучание такое вялое, словно альбом бредёт куда-то, пошатываясь от принятого седативного».

### Достижения
1. «A&W»
2. «Did You Know That There’s a Tunnel Under Ocean Blvd»
3. «The Grants»
4. «Kintsugi»
5. «Fingertips»

В конце 2023 года Ocean Blvd фигурировал в списках «Лучших альбомов года» различных изданий. Редакторы Time Out, Dazed и The Sunday Times избрали пластинку лучшей в году. В последнем издании отметили: «До сих пор казалось, что визитной карточкой Дель Рей будут новаторская баллада „Video Games“ или альбом NFR!, выпущенный в 2019 году. Песня, прекрасно передающая тоску по любви, и альбом, в котором [Лана] обращается к гибнущим стране и культуре. Но на своей последней работе — девятой по счёту — она идёт дальше и задаётся вопросом: кто же эта загадочная Лана Дель Рей? Ответ таков: сейчас [певица] в лучшей форме. Она — автор-исполнитель, чей писательский стиль отличается искренностью, присущей личным дневникам, и убедительным признанием своей уязвимости. Кажется, она не против стать самым запоминающимся артистом своего поколения». Хотя в марте 2023 года рецензент Slant оценил альбом на 3 звезды из 5, редакция журнала назвала Ocean Blvd лучшей работой года, а Дель Рей окрестила «самым смелым автобиографом поп-музыки». Пластинка заняла второе место в аналогичных списках сайтов The Ringer и The Forty-Five, а также в рейтинге критика Криса Уиллмана из Variety. The Fader назвал Ocean Blvd третьим лучшим альбомом года. Линдси Золадз из The New York Times в личном списке лучших работ года отвела ему 4-е место: «На своём девятом альбоме противоречивая поп-принцесса взмывает к небесам, и даже на самых извилистых тропах её пути нельзя не восхититься её стремлением добраться туда». Джо Караманика из той же газеты также назвал Ocean Blvd одним из его любимых дисков года. The New Yorker и The A.V. Club отвели альбому 5-ю строчку в своих списках лучших пластинок года. По версии Mojo, Uncut, The Guardian и Entertainment Weekly, Ocean Blvd — 6-й лучший альбом года. Диск также отметили в своих рейтингах такие издания, как The Independent (8-е место), Billboard (9-е), Los Angeles Times (10-е), Pitchfork (11-е), Exclaim! (16-е), Esquire (20-е), Rolling Stone (21-е) и Consequence (25-е). AllMusic отметил его в своём неупорядоченном списке. В рейтинге сайта-агрегатора рецензий Album of the Year Ocean Blvd занял 4-е место, набрав 211 баллов, которые присуждались на основе частоты упоминаний альбома в итоговых списках критиков и позиций пластинки в них. Читатели журнала Pitchfork избрали альбом Дель Рей 3-й лучшей работой за последний год, отдав предпочтение Desire, I Want to Turn Into You Кэролайн Полачек и Javelin Суфьяна Стивенса.
На премии «Грэмми» Ocean Blvd был номинирован в категориях «Альбом года» и «Лучший альтернативный альбом», «A&W» — в категориях «Песня года» и «Лучшее альтернативное исполнение», а «Candy Necklace» в дуэте с Джоном Батистом — в категории «Лучшее поп-исполнение дуэтом или группой». Тем не менее, на церемонии вручения наград Дель Рей проиграла во всех категориях. Стоит упомянуть, что Джек Антонофф получил награду в категории «Продюсер года, неклассический», а в списке альбомов, за которые ему наградили, числится в том числе Ocean Blvd. Работы Дель Рей были представлены в пяти категориях, что является её личным рекордом. Певица была «приятно удивлена» такому количеству номинаций, заметив: «На самом деле, о том, что, если ты хочешь быть номинирован на „Грэмми“, нужно подать заявку, я узнала только в этом году». Некоторые поклонники певицы обвинили её менеджеров, Бена Моусона и Эда Миллета, в том, что они якобы годами не рассказывали Дель Рей, как именно Национальная академия искусства и науки звукозаписи выбирает, кого номинировать. Музыкальное видео на «Candy Necklace» принесло Лане несколько наград: на премиях MTV Europe Music Awards и MTV Video Music Awards благодаря клипу певицу наградили в категориях «Лучший альтернативный исполнитель» и «Лучшее музыкальное видео». На последней премии клип также был представлен в категории «Лучшая работа художника-постановщика», но проиграл «Attention» Doja Cat.

## Список композиций
| №                   | Название                                                                                                 | Автор(ы)                                                     | Продюсер                                         | Длительность |
| ------------------- | --- | ------------------------------------------------------------ | ------------------------------------------------ | ------------ |
| 1.                  | «The Grants»                                                                                             | Лана Дель Рей, Майк Хермоса                                  | Дель Рей, Дрю Эриксон, Зак Дауэс                 | 4:55         |
| 2.                  | «Did You Know That There’s a Tunnel Under Ocean Blvd»                                                    | Дель Рей, Хермоса                                            | Дель Рей, Хермоса, Джек Антонофф, Эриксон, Дауэс | 4:45         |
| 3.                  | «Sweet»                                                                                                  | Дель Рей, Эриксон                                            | Дель Рей, Эриксон                                | 3:36         |
| 4.                  | «A&W» | Дель Рей, Антонофф, Сэм Дью                                  | Дель Рей, Антонофф                               | 7:13         |
| 5.                  | «Judah Smith Interlude»                                                                                  | Дель Рей, Антонофф, Джуда Смит                               | Дель Рей, Антонофф                               | 4:36         |
| 6.                  | «Candy Necklace» (при участии Джона Батиста)                                                             | Дель Рей, Джон Батист                                        | Дель Рей, Дауэс, Ник Уотерхаус, Иэн Дорр         | 5:14         |
| 7.                  | «Jon Batiste Interlude»                                                                                  | Дель Рей, Батист                                             | Дель Рей, Антонофф, Дауэс                        | 3:33         |
| 8.                  | «Kintsugi»                                                                                               | Дель Рей, Антонофф                                           | Дель Рей, Антонофф, Лора Сиск                    | 6:18         |
| 9.                  | «Fingertips»                                                                                             | Дель Рей, Эриксон                                            | Эриксон                                          | 5:48         |
| 10.                 | «Paris, Texas» (при участии SYML)                                                                        | Дель Рей, Брайан Феннел                                      | Дель Рей, Антонофф                               | 3:26         |
| 11.                 | «Grandfather Please Stand on the Shoulders of My Father While He’s Deep-Sea Fishing» (при участии Riopy) | Дель Рей, Riopy                                              | Дель Рей, Антонофф                               | 4:00         |
| 12.                 | «Let the Light In» (при участии Father John Misty)                                                       | Дель Рей, Хермоса, Бенджи Лайсахт                            | Дель Рей, Эриксон, Хермоса                       | 4:38         |
| 13.                 | «Margaret» (при участии Bleachers)                                                                       | Дель Рей, Антонофф                                           | Дель Рей, Антонофф                               | 5:39         |
| 14.                 | «Fishtail»                                                                                               | Дель Рей, Антонофф, Алёша Фредерик Константай, Энн Томберлин | Дель Рей, Антонофф                               | 4:02         |
| 15.                 | «Peppers» (при участии Томми Джинезис)                                                                   | Дель Рей, Джинезис, Хермоса, Лайсахт                         | Дель Рей, Антонофф, Лайсахт, Father              | 4:08         |
| 16.                 | «Taco Truck x VB»                                                                                        | Дель Рей, Антонофф, Хермоса                                  | Дель Рей, Антонофф                               | 5:53         |
| Общая длительность: | Общая длительность:                                                                                      | Общая длительность:                                          | Общая длительность:                              | 77:43        |

## Участники записи
В создании приняли участие:

| Вокал - Лана Дель Рей — вокал (все треки), бэк-вокал (треки 1—4, 12, 13, 15, 16), свист (трек 8) - Джек Антонофф — вокал (треки 13, 16), бэк-вокал (трек 13) - Мэлоди Перри — бэк-вокал (треки 1, 2) - Патти Говард — бэк-вокал (треки 1, 2) - Шикена Джонс — бэк-вокал (треки 1, 2) - Сэм Дью — бэк-вокал (трек 4) - Джуда Смит — вокал (трек 5) - Джон Батист — вокал (трек 7) - Джош Тиллман — вокал (трек 12) - Томми Джинезис — вокал (трек 15) - Чак Грант — голос (трек 14) - Маргарет Куэлли — голос (трек 16) Музыканты - Лана Дель Рей — колокольчики (трек 4) - Джек Антонофф — ударные (треки 2, 4, 7, 8, 13—16), программирование (треки 2, 4, 5, 7, 13—16), басовый синтезатор (треки 2, 4, 10, 11, 14, 16), электрогитара (треки 2, 5, 7, 10, 11, 13—16), пианино (треки 4, 5, 7, 8, 10, 11, 13, 14, 16), меллотрон (4, 7, 10, 11, 13, 14, 16), акустическая гитара (треки 4, 8, 10, 11, 13, 15), синти-пэд (треки 4, 11), 12-струнная гитара (треки 4, 13, 14), колокольчики (треки 4, 15), бас-синтезатор Moog (трек 4), бас-гитара (треки 7, 13), синтезатор (треки 8, 13—16), банджо (трек 13), клавишные (трек 16) - Дрю Эриксон — пианино, аранжировка для струнных, басовый синтезатор (треки 1—3, 9, 12), Hammond B3, струнные (треки 1, 9, 12), синтезатор (треки 1, 12), дирижёр (треки 2, 3), орган (трек 3), меллотрон, синти-пэд, электронное пианино Wurlitzer (трек 9), ударные (трек 12) - Зак Дауэс — бас-гитара (треки 1, 12) - Бенджи Лайсахт — электрогитара (треки 1, 12, 15), акустическая гитара (треки 2, 12), звуковые эффекты (трек 2), 12-струнная гитара (трек 12) - Майк Хермоса — акустическая гитара (треки 1, 2, 12, 15), пианино (трек 12) - Кристин Ким — виолончель (треки 2, 3) - Джейк Браун — виолончель (треки 2, 3) | - Логан Хон — кларнет, саксофон (трек 2) - Джим Келтнер — ударные (трек 2) - Эндрю Балбрук — скрипка (треки 2, 3) - Чарли Бишарат — скрипка (треки 2, 3) - Пол Дж. Картрайт — скрипка (треки 2, 3) - Уинтон Грант — скрипка (треки 2, 3) - Коннор Галлахер — акустическая гитара, баритон-гитара, педальная слайд-гитара (трек 6) - Иэн Дорр — челеста, меллотрон, пианино Rhodes, аранжировка для струнных (трек 6) - Феликс Хавстад Сиска — виолончель, аранжировка для струнных, скрипка (трек 6) - Брайан Лонг — контрабас (трек 6) - Джек МакИнтош — электрогитара (трек 6) - Ник Уотерхаус — электрогитара (трек 6) - Уилл Уорден — электрогитара (трек 6) - Джон Батист — пианино (треки 6, 7) - Брайан Феннел — пианино (трек 10) - Riopy — пианино (трек 11) - Эван Смит — саксофон (треки 11, 13) - Шон Хатчинсон — ударные (трек 13) - Майки Фридом Харт — electric guitar, synthesizer (13) - Майк Риддлбергер — пианино (трек 13) - Зем Ауду — саксофон (трек 13) - Гас Сейферт — бас-гитара, клавишные (трек 15) - Карла Азар — ударные (трек 15) - Феникс Грант — синтезатор (трек 15) Студийный персонал - Лора Сиск — сведение, звукорежиссёр (треки 2, 4, 5, 7, 8, 10, 11, 13—16) - Джек Антонофф — сведение (треки 2, 4, 5, 7, 8, 10, 11, 13—16), звукорежиссёр (треки 4, 5, 7, 8, 10, 11, 13—16) - Дин Рид — сведение (треки 1, 3, 6, 9, 12), звукорежиссёр (треки 1—3, 9, 12) - Майкл Харрис — сведение (трек 3), звукорежиссёр (треки 2, 3, 9, 12, 15) - Иэн Дорр — звукорежиссёр (треки 6, 7) - Калеб Роллинс — звукорежиссёр (треки 6, 7) - Брайан Феннел — звукорежиссёр (трек 10) | - Оли Джейкбос — звукорежиссёр (трек 11) - Эван Смит — звукорежиссёр (трек 13) - Майк Риддлбергер — звукорежиссёр (трек 13) - Майки Фридом Харт — звукорежиссёр (трек 13) - Шон Хатчинсон — звукорежиссёр (трек 13) - Зем Ауду — звукорежиссёр (трек 13) - Джон Шер — ассистент звукорежиссёра (треки 1—5, 7—16) - Марк Агилар — ассистент звукорежиссёра (треки 1, 2, 10—16) - Билл Мимс — ассистент звукорежиссёра (треки 1, 2, 12) - Бен Флетчер — ассистент звукорежиссёра (треки 2, 3) - Айвен Хандверк — ассистент звукорежиссёра (треки 2, 3) - Меган Серл — ассистент звукорежиссёра (треки 2, 4, 5, 7—11, 13—16) - Брайан Раджаратнам — ассистент звукорежиссёра (треки 2, 8, 10, 11, 14, 15) - Мэтт Таггл — ассистент звукорежиссёра (треки 2, 8, 10, 11, 14, 15) - Дэниел Кайотта — ассистент звукорежиссёра (трек 4) - Рэми Думелз — ассистент звукорежиссёра (трек 4) - Бобби Мота — ассистент звукорежиссёра (трек 6) - Грэг Уайт — ассистент звукорежиссёра (трек 6) - Руэри О’Флаэрти — мастеринг (все треки) - Дик Битэм — мастеринг (трек 11) Дизайн - Нил Крюг — фотографирование, концепт, оформление - Лана Дель Рей — концепт - Тейлор Вандергрифт — креативный продюсер - Каймен Казазиан — графический дизайн, иллюстрации Студии - Henson, Лос-Анджелес, Калифорния — запись - Black Door Studios, Саммамиш, Вашингтон — запись (трек 10) - Real World Studios, Бокс, Великобритания — запись (трек 11) - Nomograph Mastering, Лос-Анджелес, Калифорния — мастеринг (все треки) - 360 Mastering, Гастингс, Великобритания — мастеринг (трек 11) |

## Чарты и сертификации

### Еженедельные чарты
| Чарт (2023)                                   | Высшая позиция |
| --------------------------------------------- | -------------- |
| Австралия (ARIA)                              | 1              |
| Австрия (Ö3 Austria)                          | 4              |
| Бельгия/Валлония (Ultratop)                   | 2              |
| Бельгия/Фландрия (Ultratop)                   | 1              |
| Великобритания (UK Albums Chart)              | 1              |
| Венгрия (Mahasz)                              | 8              |
| Германия (Offizielle Top 100)                 | 3              |
| Греция (IFPI)                                 | 1              |
| Дания (Hitlisten)                             | 6              |
| Ирландия (Irish Albums Chart)                 | 1              |
| Испания (PROMUSICAE)                          | 6              |
| Италия (Classifica album)                     | 8              |
| Канада (Canadian Albums Chart)                | 3              |
| Литва (AGATA)                                 | 4              |
| Нидерланды (Album Top 100)                    | 1              |
| Новая Зеландия (RMNZ)                         | 1              |
| Норвегия (VG-lista)                           | 2              |
| Польша (ZPAV)                                 | 4              |
| Португалия (AFP)                              | 1              |
| Словакия (IFPI)                               | 13             |
| США (Billboard 200)                           | 3              |
| США (Billboard Top Alternative Albums)        | 1              |
| США (Billboard Top Rock & Alternative Albums) | 1              |
| Финляндия (Suomen virallinen lista)           | 6              |
| Франция (SNEP)                                | 2              |
| Хорватия (HDU)                                | 2              |
| Чехия (IFPI)                                  | 10             |
| Швейцария (Schweizer Hitparade)               | 4              |
| Швеция (Sverigetopplistan)                    | 6              |
| Шотландия (Scottish Albums Chart)             | 1              |

### Итоговые, годовые чарты
| Чарт (2023)                   | Высшая позиция |
| ----------------------------- | -------------- |
| Германия (Offizielle Top 100) | 46             |
| США (Billboard 200)           | 127            |

### Сертификация и продажи
| Бразилия (Pro-Música Brasil)                                                 | Золотой | 20 000‡   |
| Великобритания (BPI)                                                         | Золотой | 100 000‡  |
| Польша (ZPAV)                                                                | Золотой | 10 000‡   |
| Суммарные продажи (2023)                                                     |         |           |
| Мир                                                                          | —       | 1 400 000 |
| ‡ Показатели продаж + прослушиваний приведены только на основе сертификации. |         |           |